# مانويل بلازا
مانويل بلازا (بالإسبانية: Manuel Jesús Plaza Reyes)‏ هو عداء مراثوني تشيلي، ولد في 17 مارس 1900 في سان برناردو في تشيلي، وتوفي في 9 فبراير 1969 في سانتياغو في تشيلي.

## وصلات خارجية
- مانويل بلازا على موقع اللجنة الأولمبية الدولية (الإنجليزية)
- مانويل بلازا على موقع أوليمبيديا (الإنجليزية)